# Lorenzo Isnardi
Lorenzo Isnardi (Savona, 28 ottobre 1802 – Genova, 18 dicembre 1863) è stato un religioso, insegnante e storico italiano.

## Biografia
Studiò nel Collegio della città natale, dove si distinse soprattutto nella matematica. Volendo diventare Scolopio si trasferì a Firenze nel 1819, ma una grave malattia lo costrinse al ritorno a Savona. Vestì l'abito dell'Ordine a Genova e venne destinato ai Collegi di Chiavari e poi di Savona, come insegnante di matematica e filosofia. La fama di buon docente che riuscì a crearsi e la pubblicazione delle Tre lettere sulla formola di Gauss pel calcolo della Pasqua gli valsero, non senza alcune difficoltà legali, la nomina al ruolo di "ripetitore interno" presso l'Accademia Reale di Torino, sempre per le materie di matematica e filosofia.
Nel 1830 fu nominato da Carlo Alberto viceprecettore di principe Vittorio Emanuele II e di suo fratello Ferdinando, affiancando così il precettore Andrea Charvaz nell'insegnamento, oltre che della matematica, anche dell'italiano e del latino. Nel 1833 soppiantò il Charvaz, nominato Vescovo di Pinerolo, nel ruolo di precettore unico. L'Isnardi maturò sui due allievi giudizi netti: mentre in Ferdinando scorse una mente brillante e ricettiva, in Vittorio Emanuele ravvisò scarso impegno e notevoli difficoltà d'apprendimento. L'apprezzamento delle sue qualità da parte di Carlo Alberto gli valse nel 1836 il conferimento della croce di Cavaliere dell'Ordine dei Santi Maurizio e Lazzaro e nel 1835 la nomina a capo per la Provincia di Savona del suo Ordine. Nel 1837 entrò tuttavia in contrasto con la Casa regnante, dalla quale venne infatti licenziato. Non gli fu infatti offerta la promozione a titolo di Vescovo, come era di prassi per gli ex precettori di Casa Savoia, ma solo l'incarico, da lui rifiutato, di scrivere una storia della famiglia reale.
Si dedicò quindi fino al 1845 al governo provinciale dell'Ordine, creando forti contrasti interni ma distinguendosi per un'incisiva politica di promozione dell'istruzione nel territorio, soprattutto a vantaggio dei ceti più deboli. Nel 1848 fu chiamato dal Governo a dirigere il Convitto nazionale di Genova, carica che resse fino al 1853, quando fu nominato Preside del Consiglio universitario dell'Università di Genova, carica che si trasformò in quella di Rettore a seguito della modifica dello statuto universitario nel 1857. L'anno precedente, la croce di Cavaliere dell'Ordine mauriziano gli era stata trasformata in quella di Commendatore.

## Opere
Scrisse alcune opere scientifiche e storiche, fra le quali si ricordano: Vita di Ferdinando di Savoia duca di Genova, pubblicata a Genova nel 1857 per ricordare l'allievo morto due anni prima, e Storia della Università di Genova, scritta tra il 1861 e il 1863, anno della sua morte, e pubblicata interamente solo nel 1867. In quest'ultima pare avesse falsificato la data di istituzione dell'ateneo, anticipandola dal 1670 al 1471. In quella data Papa Sisto IV concesse infatti alla città il privilegio di aprire un'università, ma questa sarebbe stata istituita dai Gesuiti solo nel 1670. La mistificazione storica sarebbe stata volta a nobilitare l'ateneo ed evitare che rientrasse in un piano di tagli finanziari previsto dal neonato Regno d'Italia, tagli che, nel caso avessero causato la chiusura dell'università o di alcuni suoi corsi, avrebbero costretto molti studenti a effettuare gli studi all'Università di Torino. Tuttavia il probabile espediente, per quanto messo in luce solo da alcune ricerche effettuate nel 1994, non sarebbe riuscito nell'intento, dato che l'università conobbe comunque qualche decennio di declino.